# Аносовское сельское поселение (Смоленская область)
Аносовское сельское поселение —  упразднённое муниципальное образование в составе Тёмкинского района Смоленской области России в 2004—2017 годах.
Административный центр — деревня Нарытка.
Образовано законом от 1 декабря 2004 года. Упразднено законом от 28 июня 2017 года с включением всех входивших в его состав населённых пунктов в Павловское сельское поселение.

## Географические данные
- Общая площадь: 108,31 км²
- Расположение: северо-западная часть Тёмкинского района
- Граничит:
  - на севере — с Гагаринским районом
  - на востоке — с Батюшковским сельским поселением
  - на юго-востоке — с Селенским сельским поселением
  - на юге — с Кикинским сельским поселением
  - на западе — с Вяземским районом
- По территории поселения проходит автомобильная дорога Шубкино — Нарытка.
- Крупная река: Жижала.

## Население
| 2007 | 2011 | 2012 | 2013 | 2014 | 2015 | 2016 |
| ---- | ---- | ---- | ---- | ---- | ---- | ---- |
| 331  | ↘325 | ↘319 | ↗322 | ↘320 | ↘305 | ↘304 |
| 2017 |      |      |      |      |      |      |
| ↘301 |      |      |      |      |      |      |

## Населённые пункты
В состав поселения входили следующие населённые пункты:
- Нарытка
- Аносово, деревня
- Василево, деревня
- Воробьево, деревня
- Глинки, деревня
- Девяткино, деревня
- Денежное, деревня
- Дорна, деревня
- Дуброво, деревня
- Курчино, деревня
- Поздняково, деревня
- Семешкино, деревня
- Сергеенки, деревня
- Судимово, деревня
- Фалилеево, деревня